# Hemithyrsocera penicillata
Hemithyrsocera penicillata es una especie de cucaracha del género Hemithyrsocera, familia Ectobiidae.

## Distribución
Esta especie se encuentra en Malasia, isla de Borneo e Indonesia (Célebes).